# سوبيتار
سوبيتار هي مدينة من مدن كرواتيا. يبلغ عدد سكانها 3326 نسمة وذلك حسب إحصائيات سنة 2011. تبلغ مساحتها 30 كم².